# Naturbahnrodel-Junioreneuropameisterschaft 1984
Die 11. FIL-Naturbahnrodel-Junioreneuropameisterschaft fand vom 24. bis 26. Februar 1984 in Hol in Norwegen statt.

## Technische Daten der Naturrodelbahn
| Länge                  | 1250 m   |
| Höhendifferenz         | 0185 m   |
| Durchschnittl. Gefälle | 0014,8 % |

## Einsitzer Herren
| Platz | Name                | Zeit |
| ----- | ------------------- | ---- |
| 01    | Erhard Mahlknecht   | ?    |
| 02    | Gotthard Hofer      | ?    |
| 03    | Günther Steinhauser | ?    |
| 04    | Franz Obrist        | ?    |
| 05    | Arnold Lunger       | ?    |
| 06    | Andreas Jud         | ?    |
| 07    | Gerhard Pilz        | ?    |
| 08    | Hannes Theurl       | ?    |
| 09    | Reinhard Lunger     | ?    |
| 10    | Osvaldo Noussan     | ?    |

37 Rodler kamen in die Wertung.

## Einsitzer Damen
| Platz | Name                 | Zeit |
| ----- | -------------------- | ---- |
| 01    | Petra Leitinger      | ?    |
| 02    | Martha Kogler        | ?    |
| 03    | Gerda Weißensteiner  | ?    |
| 04    | Helga Pichler        | ?    |
| 05    | Edeltraud Oberhammer | ?    |
| 06    | Irene Koch           | ?    |
| 07    | Lydia Schroll        | ?    |
| 08    | Anita Blum           | ?    |
| 09    | Evi Pirhofer         | ?    |
| 10    | Manuela Daller       | ?    |

16 Rodlerinnen kamen in die Wertung.

## Doppelsitzer
| Platz | Name                                | Zeit |
| ----- | ----------------------------------- | ---- |
| 1     | Erhard Mahlknecht – Erwin Antholzer | ?    |
| 2     | Arnold Lunger – Reinhard Lunger     | ?    |
| 3     | Herbert Salentinig – Ralf Stadlober | ?    |
| 4     | Michael Bischofer – Romed Stöckl    | ?    |
| 5     | Andre Lindo – Trond Ramstad         | ?    |
| 6     | Johan Myrvoll – Lars Ake Sandström  | ?    |
| 7     | Jerzy Sidoruk – Mirosław Janica     | ?    |

Sieben Doppelsitzer kamen in die Wertung.

## Medaillenspiegel
| Platz | Land       | Gold | Silber | Bronze | Gesamt |
| ----- | ---------- | ---- | ------ | ------ | ------ |
| 1.    | Italien    | 2    | 2      | 2      | 6      |
| 2.    | Österreich | 1    | 1      | 1      | 3      |